# Vernonia stenostegia
Vernonia stenostegia là một loài thực vật có hoa trong họ Cúc. Loài này được (Stapf) Hutch. & Dalziel miêu tả khoa học đầu tiên năm 1931.